# Алекс Маттіас Тамм
А́лекс Ма́ттіас Тамм (ест. Alex Matthias Tamm; нар. 24 липня 2001, Таллінн) — естонський футболіст, нападник клубу «Олімпія» (Любляна) і національної збірної Естонії.

## Клубна кар'єра
Народився 24 липня 2001 року в місті Таллінн. Вихованець юнацької команди «Нимме Калью». У складі якої і дебютував на дорослому рівні в 2017 році. З 2017 по 2021 роки виступав у молодіжній команді цього клубу.
14 квітня 2018 року дебютував в основному складі «Нимме Калью».
Влітку 2019 року на правах оренди перейшов до швейцарського клубу «Грассгоппер», в якому виступав у молодіжній команді.
Через рік повернувся до складу «Нимме Калью», кольори якого захищав до 2024 року.
8 січня 2025 року на правах вільного агента перейшов до команди «Олімпія» (Любляна). 2 лютого 2025 року дебютував у складі «Олімпії». У своій другій грі за клуб відзначився голом та результативною передачею у матчі проти команди «Копер».

## Виступи за збірні
У 2017 році залучався до лав юнацької збірної Естонії U-17.
З 2018 по 2019 роки залучався до юнацької збірної Естонії U-19.
З 2021 по 2022 виступав за молодіжну збірну Естонії.
8 січня 2023 року дебютував у складі національної збірної Естонії в товариському матчі проти збірної Ісландії, гра завершилась внічию 1–1.
Дебютний гол забив 26 березня 2024 року в товариському матчі проти збірної Фінляндії, гра завершилась перемогою фінів 2–1.
8 червня 2024 року відзначився голом у матчі проти збірної Фарерських островів на Кубку Балтики.

## Титули і досягнення
Нимме Калью
- Чемпіон Естонії: 2018
- Володар Суперкубка Естонії: 2019

Олімпія (Любляна)
- Чемпіон Словенії: 2024–2025

Індивідуальні
- Мейстріліга найкращий молодий гравець сезону: 2022[9]
- Найкращий бомбардир чемпіонату Естонії: 2024